# 恋の嵐
「恋の嵐」（こいのあらし）は、竹内まりやの13枚目のシングル。1986年3月25日にアルファ・ムーン（現・ワーナーミュージック・ジャパン）より発売された。

## 概要
表題曲「恋の嵐」はTBS系金曜ドラマ『となりの女』の主題歌として制作された。3連の軽いリズムが印象的な明るい曲である。歌詞の内容は女性の不倫であるが、それを感じさせない点が特徴である。竹内はアルバム『Expressions』のライナーノーツにて、多くの不倫をテーマにした楽曲の発端が「恋の嵐」で、当時この曲が主題歌となったドラマの雰囲気を歌にしたらこのような作品が出来たと綴っている。
B面に収録の「夜景」は、もともとアルバム『VARIETY』に収録される予定だった楽曲であるが、諸事情により収録を見送ったため、カップリングとして採用された。こちらはムード歌謡のテイストを随所に感じられるアレンジが施された、大人のラブソングに仕上がっている。長らくアルバム未収録だったが、『Denim』の初回限定盤に付属のCD「Vintage Denim」に収録。その後、ベスト・アルバム『Turntable』Disc2 にも収録された。

## 収録曲
全作詞・作曲：竹内まりや、編曲：山下達郎、ストリングスアレンジ：乾裕樹（#2）

### Side A
1. 恋の嵐  –  (4:33)
  - TBS系ドラマ『となりの女』主題歌

### Side B
1. 夜景  –  (4:00)

## 収録作品
恋の嵐
- REQUEST
- Impressions
- Expressions

夜景
- Denim
- Turntable

## カバー
恋の嵐
- リサ・ローブ（2002年7月10日、コンピレーション・アルバム『Sincerely...〜Mariya Takeuchi Songbook〜』）